# Дякон Игнатий (улица в София)
„Дякон Игнатий“ е централна улица в район „Средец“, София. Името ѝ идва от прозвище на Васил Левски.
Простира се между площад „Славейков“ на юг до бул. „Цар Освободител“ и площад „Княз Александър I“ на север. Пресича се с ул. „Гурко“.

## История
На 27 март (15 март стар стил) 1891 година на улица „Дякон Игнатий“ (тогава „Васил Левски“) е извършен опит за убийството на министър-председателя Стефан Стамболов, при който загива финансовият министър Христо Белчев.

## Обекти
На ул. „Дякон Игнатий“ се намират следните обекти:
Югоизточна страна
- Старият Хотел „България“ (№ 1)
- Министерство на отбраната (№ 3)
- Народен театър „Иван Вазов“ (№ 5)
- Къща на Христо Гендович (№ 7)

Сградата е построена през 1914 година по проект на архитект Никола Лазаров
- Министерство на транспорта, информационните технологии и съобщенията (№ 9)
- Централна поща (ул. „Генерал Йосиф В. Гурко“ №6)

Северозападна страна
- Градска градина
- Гранд хотел „София“ (ул. „Генерал Йосиф В. Гурко“ №1)
- Телефонна палата (ул. „Генерал Йосиф В. Гурко“ №4)
- Френски културен институт (№2)